# Islas Out
Las Islas Out (en inglés: Out Islands) son las islas que conforman las Bahamas con la excepción de Nueva Providencia y la isla Gran Bahama. Hay más de 700 islas en el archipiélago que conforman las Bahamas, pero solo 14 de las islas Out están habitadas. Estas incluyen las Ábacos, Acklins e islas Crooked, Andros, las Islas Berry, Bimini, islas Cat, Eleuthera, Isla Harbour, las Exumas, Inagua, Long Island, Mayaguana y San Salvador.
Las islas Out se conoce tradicionalmente como las Islas Family por los bahamenses. Si bien estas islas están escasamente pobladas, su prístina belleza, clima y gente amable proporcionan una gran cantidad de oportunidades para el turismo, la principal industria del país.